# Dendronephthya andamanensis
Dendronephthya andamanensis is een zachte koraalsoort uit de familie Nephtheidae. De koraalsoort komt uit het geslacht Dendronephthya. Dendronephthya andamanensis werd in 1909 voor het eerst wetenschappelijk beschreven door Henderson. 